# Li Xiaoming
Li Xiaoming (* 5. Februar 1958) ist ein ehemaliger chinesischer Skilangläufer und Biathlet.
Li startete international erstmals bei den Olympischen Winterspielen 1980 in Lake Placid und belegte dort im Biathlon zusammen mit Song Yongjun, Ying Zhenshan und Wang Yumjie den 14. Platz in der Staffel. Bei den nordischen Skiweltmeisterschaften 1982 in Oslo errang er den 71. Platz über 15 km und den 56. Platz über 30 km. Zwei Jahre später lief er bei den Olympischen Winterspielen in Sarajevo im Skilanglauf auf den 67. Platz über 15 km, auf den 64. Rang über 30 km und zusammen mit Song Shi, Lin Guanghao und Zhu Dianfa auf den 15. Platz in der Staffel.